# Badly Drawn Boy
Badly Drawn Boy, pseudonimo di Damon Michael Gough (Lancashire, 2 ottobre 1969), è un cantautore e musicista inglese.
Damon Gough prende il nome di Badly Drawn Boy dal personaggio principale dello show televisivo "Sam and his Magic Ball", visto durante uno spettacolo a Trafford (Manchester) nel 1995. Prima di usare questo nome per sé, realizzò dei biglietti da visita, tutti pezzi unici, con la stampa di un disegno di suo nipote, e un piccolo collage realizzato da lui stesso. Quindi li fece plastificare e li distribuì ad amici e avventori di locali di Blackburn e Manchester.

## Primi EP e singoli
Le registrazioni di Damon Gough iniziano nel settembre del 1997 con un vinile di cinque tracce intitolato "EP1", distribuito tra amici e familiari. Le 500 copie dell'EP ne fanno oggi una sorta di Santo Graal per i fan di BDB, e le sue quotazioni su eBay arrivano fino a 100 sterline.
Nell'aprile del 1998, Damon Gough fa uscire il suo secondo EP, "EP2", contenente quattro tracce e stampato in mille copie. Il brano principale, "I Love You All", viene ripreso da un carrillon che ne suona undici secondi, ed è considerato una vera rarità per collezionisti.
Il terzo EP, "EP3", esce nel novembre del 1998 sia in CD che in vinile, primo frutto della lunga collaborazione con la casa discografica XL Recordings. Nello stesso anno collabora con gli Unkle nel loro primo album Psyence fiction. "Road Movies" esce come singolo live con il gruppo di Manchester dei Doves. La B-side "My Friend Cubilas" è tratta dall'EP3. Per entrambi i brani vengono realizzati i videoclip.
Il successivo EP It Came from the Ground esce nel marzo del 1999 su CD e vinile. L'ambiente silvestre è il tema di questo lavoro, richiamato sia in copertina che nell'omonimo videoclip. Nello stesso periodo è realizzato il singolo Whirlpool. In aprile fa uscire su vinile un brano strumentale.
L'ultimo EP, Once Around the Block è dell'agosto dello stesso anno, su CD e in due versioni in vinile. Si tratta di un lavoro molto corto, quasi un singolo.

## Gli album
Dopo il successo dei primi EP, il debutto su album avviene con The Hour of Bewilderbeast nel giugno 2000, accompagnato da quattro singoli (compresa una nuova versione di Once Around the Block).
L'album è acclamato dalla critica, vende 300 000 copie e fa vincere a Damon Gough il Mercury Music Prize per l'anno 2000.
Dopo una breve pausa, Damon Gough lavora alla colonna sonora del film About A Boy dei fratelli Weitz, tratto dall'omonimo romanzo di Nick Hornby. Impressionato dai suoi precedenti, è lo stesso Nick Hornby a chiedere la collaborazione di Damon Gough, che si cimenta tutto da solo nel lavoro. Dall'album vengono estratti tre singoli: "Silent Sigh", "Something To Talk About" e "You Were Right".
Nel terzo album, Have You Fed the Fish? (2002), si fa un uso più massiccio delle chitarre e il songwriting di Badly Drawn Boy prende la strada di un pop più orecchiabile che non incontra il favore di tutta la critica. Altri tre singoli e un lungo tour negli Stati Uniti accompagnano l'album.
Dopo la lunga tournée americana, Gough soffre di nostalgia e decide di registrare il lavoro successivo più vicino a casa. Registrato a Stockport, Manchester, One Plus One Is One (2004) è un ritratto della sua vita privata. Parlando della morte di un caro amico e della perdita del nonno nello sbarco in Normandia, l'album è a tratti molto intimista. Non è un grande successo commerciale, e Damon risolve il suo contratto con la XL Recordings dopo un solo singolo.
Due anni più tardi, con la nuova etichetta discografica, la EMI, esce il nuovo lavoro di Badly Drawn Boy, Born in the U.K. (2006), che vuole raccontare cosa significa essere nati e cresciuti nel Regno Unito. L'album viene promosso con un breve tour in Inghilterra, il cui ricavato viene devoluto alla Oxfam, un'associazione che "offre la possibilità a migliaia di persone di usare la musica per raggiungere un obiettivo comune, idea che mi stimola molto" dice Damon Gough.
Nel 2007 è citato nel film "Suburban girl", con il suo pezzo "Cause a Rockslide"
Nel novembre 2009 sul sito di Badly Drawn Boy l'annuncio "Damon è in studio per gli ultimi ritocchi a un nuovo eccitante progetto che raggiungerà i vostri padiglioni auricolari molto presto". Il nuovo album si intitola  "Is There Nothing We Could Do?", uscito nel gennaio 2010 e contiene musica tratta dal film TV 'The Fattest Man In Britain' comparso sulla rete itv1.

## Discografia

### Singoli ed EP
- "EP1" (1997)
- "EP2" (1998)
- "EP3" (1998)
- "It Came from the Ground" (1999)
- "Whirlpool" (1999)
- "Once Around the Block" (1999)
- "Another Pearl" (2000)
- "Disillusion" (2000)
- "Once Around the Block" [reissue] (2000)
- "Pissing in the Wind" (2001)
- "Silent Sigh" (2002)
- "Something to Talk About" (2002)
- "You Were Right" (2002)
- "Born Again" (2003)
- "All Possibilities" (2003)
- "Year of the Rat" (2004)
- "Born In The UK" (2006)
- "Nothing's Going To Change Your Mind" (2006)
- "Welcome to the Overground" (2006)
- "Being Flynn" (2012)
- Banana Skin Shoes (2020)

### Album
- 2000 - The Hour of Bewilderbeast
- 2002 - About a Boy (Colonna sonora del film omonimo)
- 2002 - Have You Fed the Fish?
- 2004 - One Plus One Is One
- 2006 - Born in the U.K.
- 2010 - Is There Nothing We Could Do? (Colonna sonora del film TV The Fattest Man in Britain)
- 2010 - It's What I'm Thinking Pt.1 - Photographing Snowflakes''
- 2012 - Being Flynn
- 2020 - Banana Skin Shoes

### Cover in italiano
- 2003 - Soli come si fa è la cover italiana di Something To Talk About cantata dal gruppo Mp2
- 2013 - L'Anno Del Topo è la versione in italiano di Year of the rat, tradotta e cantata da Ron, pubblicata nell'album Way Out.